# اس‌ام یوبی-۱۱۱
اس‌ام یوبی-۱۱۱ (به انگلیسی: SM UB-111) یک زیردریایی بود که طول آن ۵۵٫۳ متر (۱۸۱ فوت) بود. این زیردریایی در سال ۱۹۱۷ ساخته شد.